# Каштак (платформа)
Каштак — пассажирская железнодорожная платформа Кузбасского региона Западно-Сибирской железной дороги, на Томской ветви. Находится остановочный пункт на территории Томского района Томской области, в населённом пункте железнодорожный разъезд Каштак.
Возле платформы находятся дачные участки, СНТ («Пчелка», «Журналист» и пр.).
Поезда Тайга-1 — Томск-2, Томск-1 — Басандайка и обратно.
ближайшие транспортные узлы
- 56 км (Рябинка),	остановочный пункт	~ 2 км
- Некрасово	автобусная остановка	~ 3 км
- Богашёво	автобусная остановка	~ 3 км
- Богашёво	ж/д станция	~ 3 км
- Белоусово	автобусная остановка	~ 4 км
- Петухово	остановочный пункт	~ 4 км

Соседние станции (ТР4)
873808 Богашёво